# Dagobertshausen (Malsfeld)
Dagobertshausen, im örtlichen Platt Dobeltshüsen genannt, ist seit April 1972 ein Ortsteil der Gemeinde Malsfeld im nordhessischen Schwalm-Eder-Kreis. Der Ort liegt in Nordhessen östlich des Hügelskopfs, dem Hausberg des Dorfes. Durch den Ort verläuft die Landesstraße 3427.

## Geschichte

### Übersicht

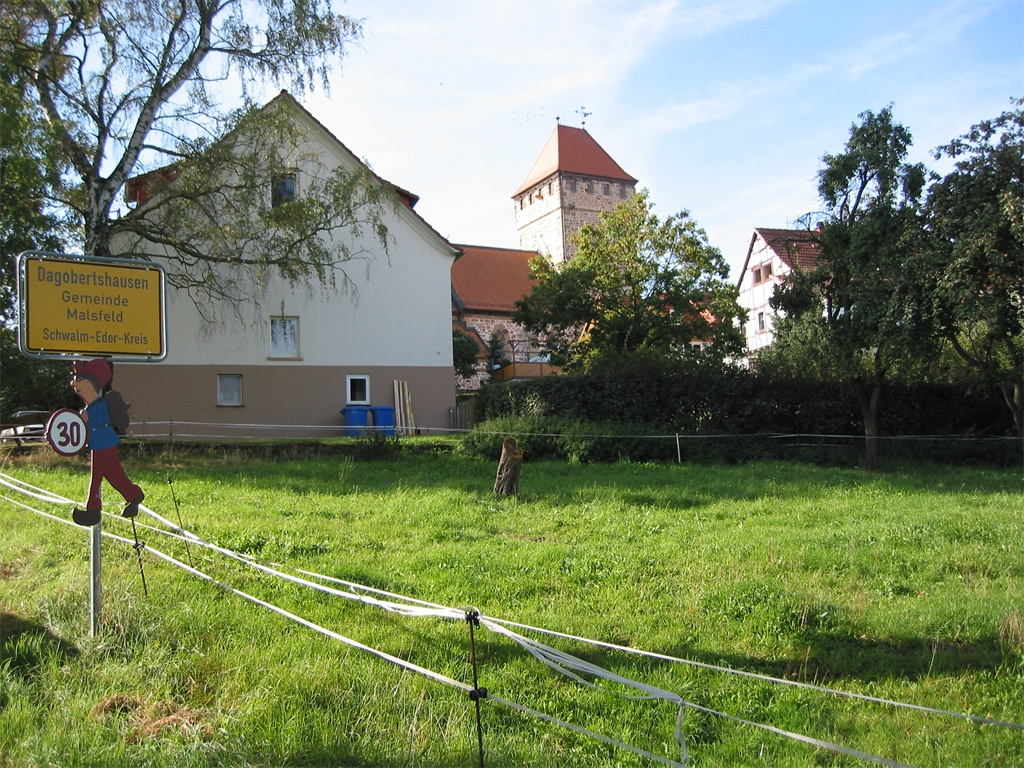
Ortsansicht mit Wehrkirche

Die älteste bekannte Erwähnung von Dagobertshausen 1106 erfolgte im Jahr 1348 unter dem Namen „Dageboldeshusun“ in einer Urkunde der Reichsabtei Hersfeld. Einer Sage nach leitet sich der Name Dagobertshausen vom merowingischen Frankenkönig Dagobert I. ab, der in dieser Gegend im Jahre 631 ein slawisches Heer geschlagen haben soll. Offiziell verwendet wird dieser Name aber erst seit 1747. Zuvor erscheinende Schreibweisen des Ortsnamens waren: Dageboldishus (1194), Taboldeshusen (1253), Thabolshusen (1275), Tabelshusen (1453) und Dabelshausen (1585), womit die Sage wenig glaubwürdig erscheint. Dagobert I. soll zum Dank für seinen Sieg über die Slawen eine Kirche gestiftet haben, an deren Stelle in der Ortsmitte heute die kurz nach 1400 erbaute Wehrkirche steht.
Das Dorf war immer landgräflich-hessisch und 1370 wird ein landgräfliches Untergericht Dagobertshausen erwähnt. Ortsadelige sind in der Zeit von 1106 bis 1275 nachgewiesen, werden aber spätestens 1477 als ausgestorben genannt. Ein oder mehrere herrschaftliche Höfe befanden sich jedoch noch bis ins 18. Jahrhundert in oder bei dem Dorf. (Ein Hof soll im Dabelshäuser Feld gelegen haben; er war 1585 im Besitz des hessischen Adelsgeschlechts derer von Nordeck und stand oberhalb des Wolfsgrabens.) Im Jahre 1453 hielt sich Landgraf Ludwig I. offensichtlich auf einem dieser Anwesen auf, als er in „Tabelshusen“ einen so genannten Anlassbrief ausstellte.
Im Dreißigjährigen Krieg wurden das Dorf und die Kirche 1636 von Kroatischen Truppen geplündert und teilweise durch Feuer zerstört.
Zum 1. April 1972 wurde die bis dahin selbständige Gemeinde Dagobertshausen im Zuge der Gebietsreform in Hessen auf freiwilliger Basis in die Gemeinde Malsfeld eingemeindet. Für Dagobertshausen  wurden Ortsbezirke mit Ortsbeirat und Ortsvorsteher nach der Hessischen Gemeindeordnung gebildet.

### Wüstung Oberdagobertshausen
Etwa 1,5 Kilometer südwestlich der Dorfmitte, am östlichen Abhang des 392 m ü. NN hohen Hügelskopfs (früher Heidelbergskopf), befand sich einst die Siedlung Oberdabelshusen (Oberdagobertshausen), die im Dreißigjährigen Krieg zur Wüstung wurde. Geringe Reste und Fundamente findet man heute noch vor dem großen Krater des ehemaligen Basaltsteinbruchs.

### Schnegelshof
Ebenfalls in der Gemarkung Dagobertshausen liegt der Schnegelshof, ein ehemaliges Vorwerk des Scholley'schen Ritterguts in Malsfeld. Wegen der Einkünfte aus diesem Hof wurde ein jahrzehntelanger Streit zwischen dem Pfarrer von Dagobertshausen und der Familie Scholley geführt. Nach dem Aussterben der Herren von Scholley im Mannesstamm im Jahre 1829 gehörte der Hof als heimgefallenes Lehen zur bereits 1770 geschaffenen hessischen Staatsdomäne Elfershausen; diese wurde 1971 aufgelöst und aus dem Schnegelshof wurde ein privater Landwirtschaftsbetrieb.

## Bevölkerung
Einwohnerstruktur 2011
Nach den Erhebungen des Zensus 2011 lebten am Stichtag dem 9. Mai 2011 in Dagobertshausen 285 Einwohner. Darunter waren 6 (2,1 %) Ausländer. Nach dem Lebensalter waren 57 Einwohner unter 18 Jahren, 123 zwischen 18 und 49, 54 zwischen 36 und 64 und 51 Einwohner waren älter. Die Einwohner lebten in 114 Haushalten. Davon waren 21 Singlehaushalte, 33 Paare ohne Kinder und 48 Paare mit Kindern, sowie 12 Alleinerziehende und 3 Wohngemeinschaften. In 21 Haushalten lebten ausschließlich Senioren und in 78 Haushaltungen lebten keine Senioren.
Einwohnerentwicklung
- 1585: 28 Haushaltungen[1]
- 1747: 34 Haushaltungen[1]

| Dagobertshausen: Einwohnerzahlen von 1834 bis 2020 | Dagobertshausen: Einwohnerzahlen von 1834 bis 2020 | Dagobertshausen: Einwohnerzahlen von 1834 bis 2020 | Dagobertshausen: Einwohnerzahlen von 1834 bis 2020 | Dagobertshausen: Einwohnerzahlen von 1834 bis 2020 |
| --- | -------------------------------------------------- | -------------------------------------------------- | -------------------------------------------------- | -------------------------------------------------- |
| Jahr |                                                    |                                                    |                                                    | Einwohner                                          |
| 1834 | 1834                                               |                                                    | 248                                                | 248                                                |
| 1840 | 1840                                               |                                                    | 260                                                | 260                                                |
| 1846 | 1846                                               |                                                    | 259                                                | 259                                                |
| 1852 | 1852                                               |                                                    | 287                                                | 287                                                |
| 1858 | 1858                                               |                                                    | 273                                                | 273                                                |
| 1864 | 1864                                               |                                                    | 286                                                | 286                                                |
| 1871 | 1871                                               |                                                    | 273                                                | 273                                                |
| 1875 | 1875                                               |                                                    | 253                                                | 253                                                |
| 1885 | 1885                                               |                                                    | 294                                                | 294                                                |
| 1895 | 1895                                               |                                                    | 296                                                | 296                                                |
| 1905 | 1905                                               |                                                    | 341                                                | 341                                                |
| 1910 | 1910                                               |                                                    | 379                                                | 379                                                |
| 1925 | 1925                                               |                                                    | 359                                                | 359                                                |
| 1939 | 1939                                               |                                                    | 348                                                | 348                                                |
| 1946 | 1946                                               |                                                    | 528                                                | 528                                                |
| 1950 | 1950                                               |                                                    | 486                                                | 486                                                |
| 1956 | 1956                                               |                                                    | 401                                                | 401                                                |
| 1961 | 1961                                               |                                                    | 346                                                | 346                                                |
| 1967 | 1967                                               |                                                    | 329                                                | 329                                                |
| 1970 | 1970                                               |                                                    | 321                                                | 321                                                |
| 1980 | 1980                                               |                                                    | ?                                                  | ?                                                  |
| 1990 | 1990                                               |                                                    | ?                                                  | ?                                                  |
| 2000 | 2000                                               |                                                    | ?                                                  | ?                                                  |
| 2011 | 2011                                               |                                                    | 285                                                | 285                                                |
| 2020 | 2020                                               |                                                    | 293                                                | 293                                                |
| Datenquelle: Historisches Gemeindeverzeichnis für Hessen: Die Bevölkerung der Gemeinden 1834 bis 1967. Wiesbaden: Hessisches Statistisches Landesamt, 1968. Weitere Quellen: Zensus 2011; Gemeinde Malsfeld |                                                    |                                                    |                                                    |                                                    |

Historische Religionszugehörigkeit
| • 1885: | 294 evangelische (= 100 %) Einwohner                               |
| • 1961: | 294 evangelische (= 84,97 %), 50 katholische (= 14,45 %) Einwohner |

## Kirche

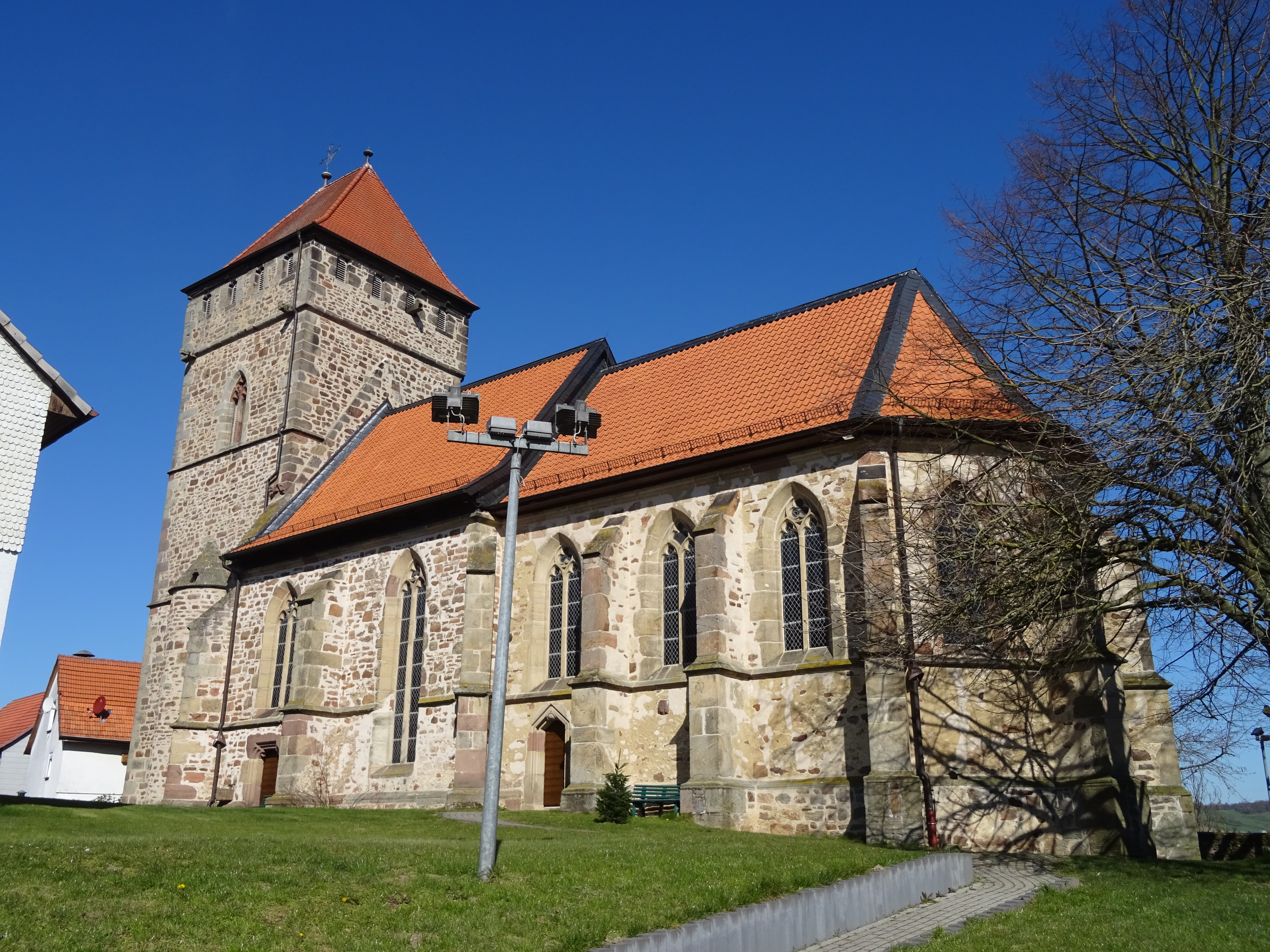
Kirche Dagobertshausen

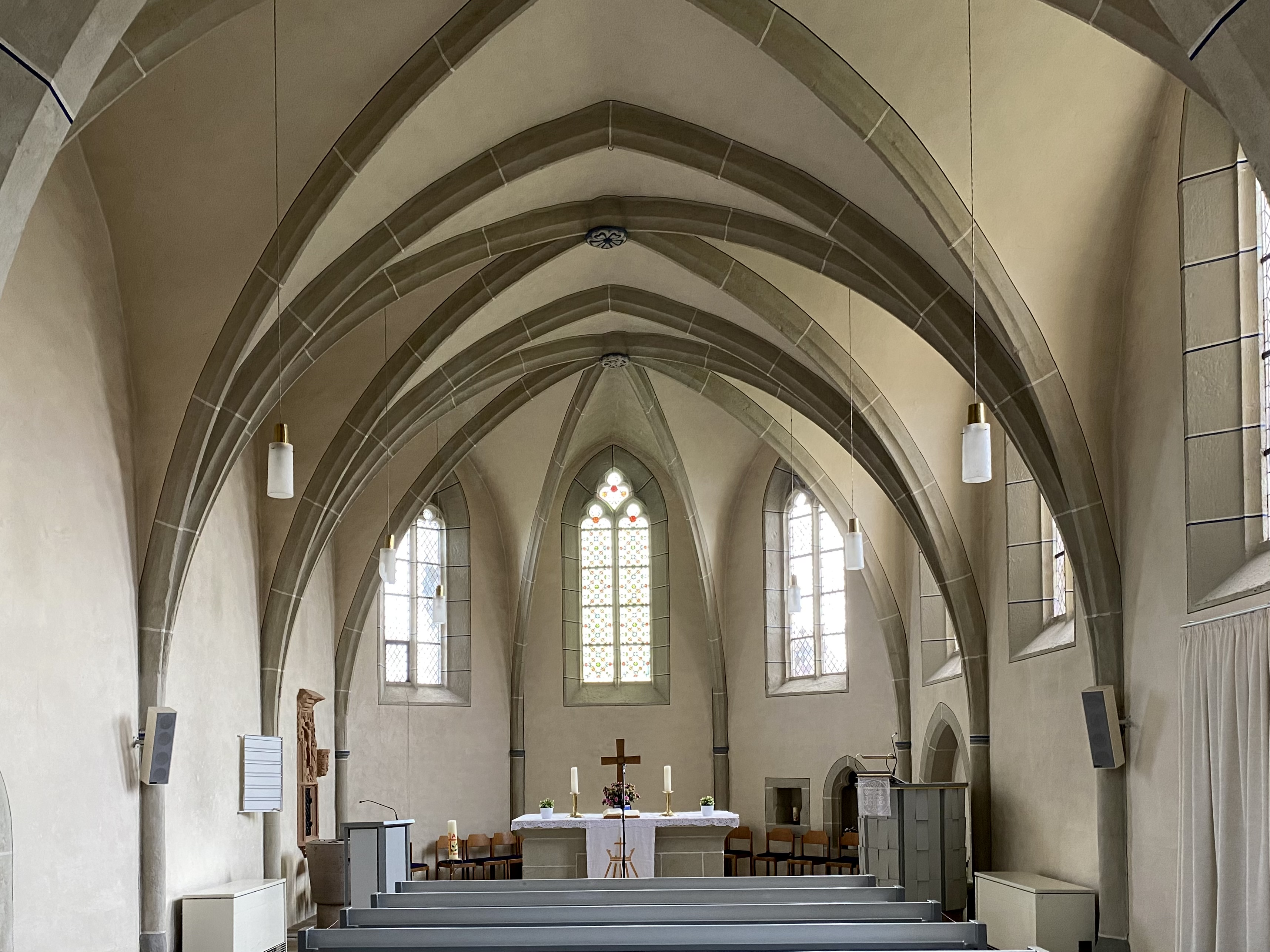
Innenraum

Wann die erste Kirche oder Kapelle im Ort erbaut wurde, ist, trotz der Legende von der Kirchenstiftung Dagoberts I., unklar. Die erste urkundliche Erwähnung einer Ortskirche findet sich im Jahre 1194, als Erzbischof Konrad I. von Mainz die Schenkung der Kirche in Sipperhausen und deren Filialkirche in Dagobertshausen durch die Abtei Hersfeld an ihr (Tochter-)Augustinerinnenkloster Aua bestätigte. Bereits im Jahre 1228 gestattete Erzbischof Siegfried II. dem Kloster Aua, die beiden Kirchen an die Abtei Hersfeld zurückzugeben und gegen die zu Braach zu tauschen.
Die heutige, für ein kleines Dorf recht gewaltige gotische Kirche mit ihrem wuchtigen Kirchturm und dem einschiffigen Langhaus wurde in der Zeit um 1403 bis 1411 erbaut. Der wuchtige Kirchturm war offensichtlich einst eine Bergwarte. Das oberste Geschoss des quadratischen, massiven Glockenhauses kragt etwas hervor und hat auf jeder Seite vier gleichartige Schießöffnungen. Anstelle des heutigen Walmdaches befand sich dort ursprünglich wohl eine Art Plattform, von der aus die Besatzung die Umgebung beobachten und sich gegebenenfalls verteidigen konnte. Wasserspeier am Fußgesims dieses Geschosses in der für eine Dorfkirche recht aufwendigen Form von speienden Tieren lassen diesen Schluss zu.
Das Erdgeschoss des Turms, das Langhaus und der Chor sind von Kreuzgewölben überspannt. An den Wänden des Kirchenschiffs befinden sich im oberen Bereich Reste frei gelegter Rankenmalereien sowie Schriftzüge. Im Chor ist ein Sakramentshäuschen aus dem 15. Jahrhundert mit Kreuzigungsrelief erhalten. Die ehemals vorhandenen wertvollen Glasmalereien der spitzbogigen Fenster sind teilweise in den Fenstern der Löwenburgskapelle in Kassel angebracht, teilweise liegen sie, nicht mehr zusammensetzbar, im Keller des Hessischen Landesmuseums in Kassel.
Die Kirche liegt am Elisabethpfad und Jakobsweg. Wanderer und Pilger finden hier einen Tisch mit Wasser sowie eine Gebetswand vor. Die Kirche ist von März bis Ende Oktober jeden Tag von 9.00 bis 18.00 Uhr zugänglich; ansonsten findet sich ein Hinweis an der Kirchentür, wo der Kirchenschlüssel zu erhalten ist. Die Besichtigung des Glockenturmes ist nur nach vorheriger Anmeldung im Pfarramt möglich.